# أفونسو لوبيس فييرا
أفونسو لوبيس فييرا (بالبرتغالية: Afonso Lopes Vieira‏) (و. 1878 – 1946 م) هو كاتب، وشاعر برتغالي، ولد في ليريا، توفي في لشبونة، عن عمر يناهز 68 عاماً.

## التعليم
تعلم في Law School of the University of Coimbra ‏
.

## جوائز
حصل على جوائز منها:

النيشان العسكري للقديس يعقوب صاحب السيف من رتبة ضابط أعظم ‏